# Bombardement orbital
Le bombardement orbital est une tactique militaire qui consiste à tirer sur une cible terrestre depuis l'orbite (presque toujours une orbite basse). Dans les faits, les limites inhérentes à cette stratégie réduisent son utilisation à des œuvres de fiction.

## Concept
En théorie, toute civilisation maitrisant la technologie spatiale dispose de la capacité de faire un bombardement orbital qui, sur le papier, représenterait un avantage stratégique majeur. En effet, une arme spatiale orbitant à seulement quelques centaines de kilomètres d'altitude ne donnerait à la nation ciblée que très peu de temps pour riposter par rapport à un tir depuis par exemple un silo ou un sous-marin. Cependant, en pratique, un tel système d'armement orbital se heurte à des problèmes inhérents impossibles à contourner :
- En premier lieu, un tel système se déplaçant en orbite basse ne reste jamais en position stationnaire au-dessus d'une cible prédéterminée, et se déplace toujours selon une trajectoire orbitale parfaitement prévisible. En outre, sur ces orbites, il est largement à portée des armes anti-satellites de l'ennemi[1].
- Si ce système est placé sur une orbite géostationnaire, il reste certes au dessus de sa cible, mais la distance à parcourir (36 000km) laisse plus de temps à l'ennemi pour riposter que n'importe quelle attaque provenant du sol ou de la mer[1].
- Enfin, la mise en place d'un tel système d'armement orbital serait une violation du Traité de l'espace, qui limite explicitement l'utilisation de l'espace extra-atmosphérique à des fin non-guerrières.

## Historique
Le premier pays à réaliser un système de bombardement orbital fut l'URSS avec l'OGCh, conçu pour emporter une charge nucléaire orbitale qui serait ensuite envoyée sur sa cible et qui fut opérationnel entre 1968 et 1983. La Russie indiqua en 2018 que son missile RS-28 Sarmat possédait une capacité de frappe orbitale.
En 2021, la Chine a testé un système comparable à l'OGCh soviétique,,.

## Culture populaire

### Jeux vidéo
Le bombardement orbital apparaît notamment dans les jeux vidéo suivants :
- Command and Conquer 3 : Les Guerres du Tiberium, où la frappe orbitale et le canon à ion sont des pouvoirs du GDI.
- Battlefield 2142, où le commandant de chaque camp peut ordonner une frappe orbitale ou une frappe de canon à ion.
- Star Trek, où l'Enterprise effectue une frappe orbitale.
- Mass Effect 3, où la Flotte Nomade effectue un bombardement orbitale afin d'abattre un Moissoneur.
- Call of Duty: Ghosts, ou deux armes spatiales (ODIN pour les États-Unis et LOKI pour la Fédération) entrent en action.
- Tom Clancy's EndWar
- Halo: Reach, où une plate-forme de défense orbitale abat un vaisseau covenant dans l’atmosphère.
- Warhammer 40,000: Dawn of War
- Star Wars: Knights of the Old Republic, où Dark Malak ordonne le bombardement planétaire de Taris pour la détruire.
- Starcraft
- GTA Online dans Grand Theft Auto V

### Films
Les films suivants impliquent ou font référence à un bombardement orbital:
- G.I. Joe : Conspiration, où Cobra met en œuvre un système de bombardement orbital, appelé Zeus
- Space Cowboys, ou l'URSS a mis en orbite un satellite chargé de lancer des missiles nucléaires sur des bases américaines.
- Le Retour de Godzilla, où l'URSS a mis en orbite un satellite chargé de lancer des missiles nucléaires sur Godzilla.
- Meurs un autre jour où Gustave Graves, l'antagoniste principal du film, met en œuvre un satellite capable de concentrer les rayons solaires en un rayon dévastateur contre une cible au sol.
- Les diamants sont éternels, ou Blofeld met lui aussi en œuvre un satellite conçu pour frapper des cibles au sol.
- Star Trek : Premier Contact, où les Borgs effectuent un bombardement orbital sur la base de Zefram Cochrane pour empêcher le premier contact avec les Vulcains.

### Séries
- Dans le dernier épisode de la troisième saison de Star Wars Rebels, le Grand Amiral Thrawn ordonne un bombardement orbital contre la base rebelle.
- Dans le la deuxième saison de Star Trek: Discovery, le Capitaine Christopher Pike ordonne le bombardement orbital d'une installation de recherche abandonné dans une vaine tentative d'éliminer Contrôle, une IA devenue folle et qui cherche à éradiquer toute vie organique consciente dans la galaxie.

### Littérature
- Révolte sur la Lune, ou une catapulte électromagnétique lunaire est utilisé pour bombarder divers sites sur Terre.
- La Flotte perdue, où l'Amiral John Geary, le héros du livre et commandant d'une flotte, ordonne un bombardement orbital pour punir une colonie planétaire.